# Un mondo d'amore/Questa vita cambierà
Un mondo d'amore/Questa vita cambierà è un singolo di Gianni Morandi, pubblicato nel 1967 dalla RCA Italiana

## Descrizione
Il brano sul lato A, arrangiato da Ruggero Cini, è la sigla della trasmissione televisiva Giovani.

Quello sul lato B, arrangiato da Ennio Morricone, è tratto dal film di Duccio Tessari Per amore... per magia....

## Tracce
LATO A
1. Un mondo d'amore (testo: Franco Migliacci – musica: Bruno Zambrini e Sante Maria Romitelli)

LATO B
1. Questa vita cambierà (testo: Franco Migliacci – musica: Bruno Zambrini e Luis Enriquez Bacalov)